# Scinax boesemani
Scinax boesemani är en groddjursart som först beskrevs av Coleman J. Goin 1966.  Scinax boesemani ingår i släktet Scinax och familjen lövgrodor. IUCN kategoriserar arten globalt som livskraftig. Inga underarter finns listade i Catalogue of Life.